# Distrito Escolar Independente del Sur de San Antonio
El Distrito Escolar Independente del Sur de San Antonio (South San Antonio Independent School District, South San ISD) es un distrito escolar de Texas. Tiene su sede en San Antonio.
Sirve áreas de San Antonio del sur y suroeste, con una superficie de 21 millas cuadradas. Gestiona 10 escuelas primarias, cuatro escuelas medias, y una escuela preparatoria (high school). A partir de 2015 tiene 10.000 estudiantes, incluyendo aproximadamente 5.600 en escuela primaria, más de 2,100 en escuela media, y más de 2.100 en escuela preparatoria.